# Ina Plug
Ina Plug (Ámsterdam, 5 de agosto de 1941) es una arqueozoóloga y profesora sudafricana, reconocida por su trabajo en la investigación de campo y su vinculación con el Museo del Transvaal y la Universidad de Pretoria, donde realizó investigaciones sobre los mamíferos del sur de África, empezando por los animales de los yacimientos de la Edad de Hierro en el Parque nacional Kruger. Publicó más de cien artículos científicos, en su mayoría sobre los restos óseos de los animales. También publicó un libro titulado What Bone Is That? A Guide to the Identification of Southern African Mammal Bones.
Durante su trabajo de investigación, Plug viajó a muchos países para mejorar su base de conocimientos y participó en muchas reuniones del Consejo Internacional de Arqueozoólogos (ICAZ), del que ahora es miembro oficial.

## Biografía

### Primeros años y estudios
Nació en la ciudad de Ámsterdam en 1941 y después de la Segunda Guerra Mundial viajó a Sudáfrica con su familia, estableciéndose en Pretoria. Se graduó en la Universidad de Sudáfrica, donde además ejerció como bibliotecaria. En 1972 se graduó como antropóloga en la Universidad de Pretoria.
En 1976 empezó a trabajar en el recién creado Departamento de Arqueozoología del Museo del Transvaal en Pretoria, al principio como voluntaria y más adelante a media jornada. También en 1976 obtuvo su título de maestría en la Universidad de Pretoria, sobre el tema "Investigaciones de los restos faunísticos y líticos en la Provincia de Mpumalanga". Continuó con su trabajo de investigación sobre especímenes de fauna obtenidos en diversas partes del sur de África.

### Décadas de 1980 y 1990
En 1986 se convirtió en la conservadora jefe del Departamento de Arqueozoología del Museo del Transvaal y participó por primera vez en la conferencia del Consejo Internacional de Arqueozoología (ICAZ) en Burdeos, Francia. Posteriormente se convirtió en miembro del Comité Internacional del ICAZ. Durante este tiempo en Europa se formó en el campo de la arqueozoología con Angela von den Driesch, de la Universidad de Múnich, y con Anneke Claassen, de la Universidad de Groninga. En 1988 recibió su doctorado en la Universidad de Pretoria, con una tesis estaba relacionada con las investigaciones de los aspectos faunísticos de los modos de vida prehistóricos en el Parque nacional Kruger.

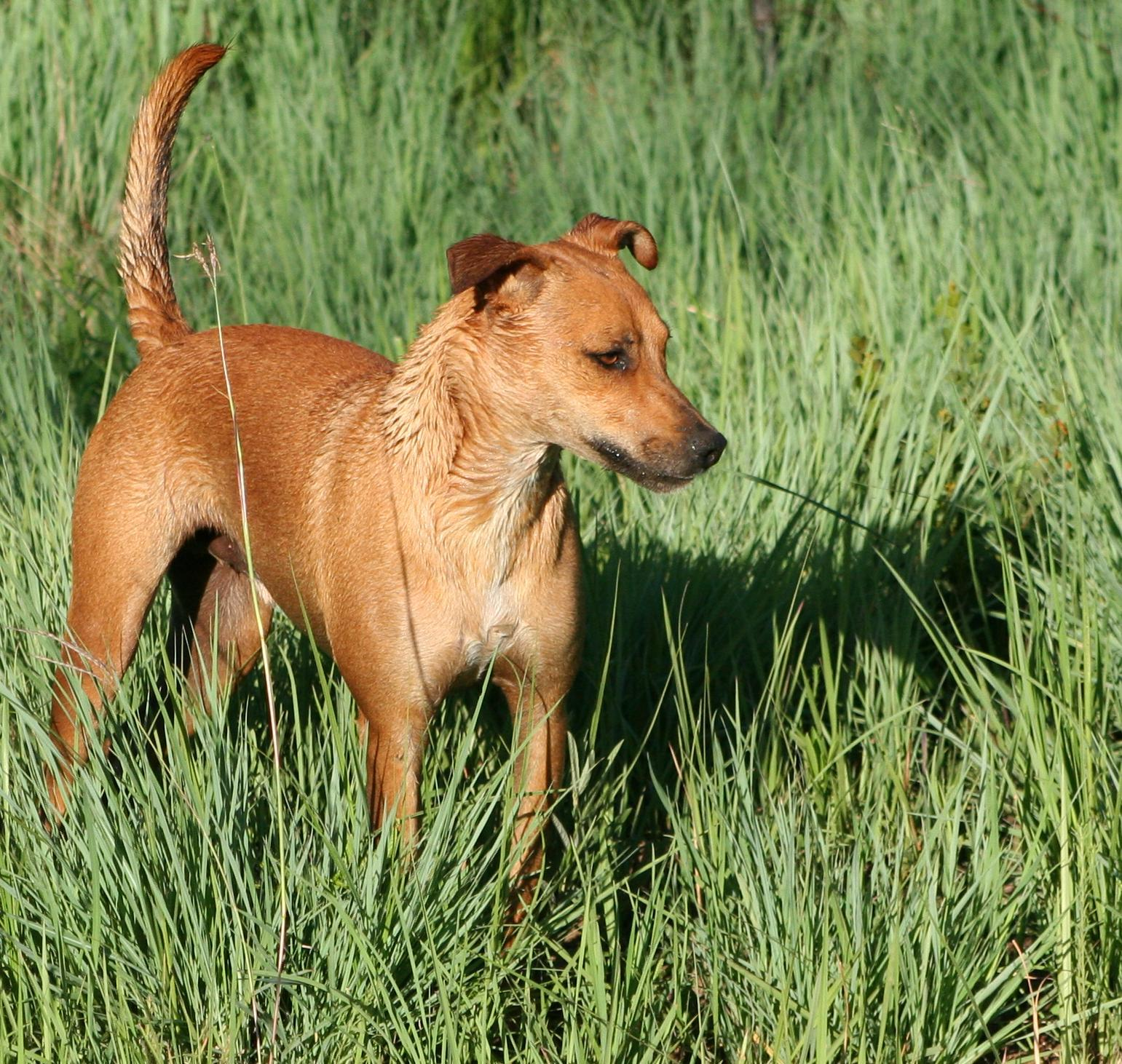
Perro doméstico sudafricano

Plug ocupó el puesto de subdirectora del Museo del Transvaal y fue también conservadora jefe del Departamento de Arqueozoología, hasta que se jubiló en 1999. A lo largo de su carrera, además de escribir artículos y libros basados en sus investigaciones, que abarcaban la Edad de Piedra Temprana, la Edad de Piedra Media y los cazadores-recolectores de la Edad de Piedra Posterior, participó en la formación de un gran número de estudiantes de antropología, historia, arqueología y vida salvaje de diferentes instituciones de todo el país. Uno de sus trabajos de investigación más destacados fue el relacionado con los perros domésticos en Sudáfrica, conocidos como Africanis. Encontró restos de estos animales en un asentamiento de la Primera Edad de Hierro en la granja Diamant, cerca de Ellisras, posiblemente del año 570 d. C. Identificó además dos razas de perros, una delgada y otra más robusta.

### Actualidad
Tras su jubilación, Plug impartió clases a tiempo parcial en la Universidad de Pretoria sobre temas de arqueozoología y museología durante algunos años. En 2005 fue nombrada investigadora del Departamento de Antropología y Arqueología de la Universidad de Sudáfrica y en 2008 fue honrada con el estatus de Profesora Extraordinaria. Sigue asociada a la investigación arqueozoológica no sólo en Sudáfrica, sino también en Lesoto.